# Fasadgruppen
Fasadgruppen Group AB är ett svenskt börsnoterat bolag, som specialiserat sig på fasadrenoveringar. Företaget grundades 2016 genom en sammanslagning av Stark Fasadrenovering och AB Karlsson Fasadrenovering. Företaget är verksamt i Sverige, Norge, Danmark och Finland. Det är sedan december 2020 noterat på Stockholmsbörsen (huvudlistan för medelstora företag).